# Marske United FC
Marske United FC (celým názvem: Marske United Football Club) je anglický fotbalový klub, který sídlí ve vesnici Marske-by-the-Sea v nemetropolitním hrabství North Yorkshire. Založen byl v roce 1956. Od sezóny 2018/19 hraje v Northern Premier League Division One East (8. nejvyšší soutěž). Klubové barvy jsou modrá a žlutá.
Své domácí zápasy odehrává na stadionu Mount Pleasant.

## Získané trofeje
- North Riding Senior Cup ( 1× )
  - 1994/95

## Úspěchy v domácích pohárech
Zdroj: 
- FA Cup
  - 4. předkolo: 2013/14
- FA Vase
  - Semifinále: 2017/18

## Umístění v jednotlivých sezonách
Stručný přehled
Zdroj: 
- 1985–1988: Wearside League
- 1988–1996: Wearside League (Division One)
- 1996–1997: Wearside League
- 1997–1998: Northern Football League (Division Two)
- 1998–2004: Northern Football League (Division One)
- 2004–2011: Northern Football League (Division Two)
- 2011–2018: Northern Football League (Division One)
- 2018– : Northern Premier League (Division One East)

Jednotlivé ročníky
Zdroj: 
Legenda: Z - zápasy, V - výhry, R - remízy, P - porážky, VG - vstřelené góly, OG - obdržené góly, +/- - rozdíl skóre, B - body, červené podbarvení - sestup, zelené podbarvení - postup, fialové podbarvení - reorganizace, změna skupiny či soutěže
| Sezóny  | Liga                                        | Úroveň | Z  | V  | R  | P  | VG  | OG | +/- | B   | Pozice |
| ------- | ------------------------------------------- | ------ | -- | -- | -- | -- | --- | -- | --- | --- | ------ |
| 2009/10 | Northern Football League (Division Two)     | 10     | 38 | 22 | 9  | 7  | 77  | 34 | +43 | 75  | 4.     |
| 2010/11 | Northern Football League (Division Two)     | 10     | 38 | 25 | 7  | 6  | 95  | 41 | +54 | 82  | 3.     |
| 2011/12 | Northern Football League (Division One)     | 9      | 42 | 11 | 11 | 20 | 61  | 89 | -28 | 44  | 18.    |
| 2012/13 | Northern Football League (Division One)     | 9      | 46 | 15 | 4  | 27 | 66  | 91 | -25 | 49  | 19.    |
| 2013/14 | Northern Football League (Division One)     | 9      | 44 | 14 | 10 | 20 | 64  | 88 | -24 | 52  | 16.    |
| 2014/15 | Northern Football League (Division One)     | 9      | 42 | 27 | 9  | 6  | 118 | 54 | +64 | 90  | 1.     |
| 2015/16 | Northern Football League (Division One)     | 9      | 42 | 26 | 3  | 13 | 86  | 60 | +26 | 81  | 2.     |
| 2016/17 | Northern Football League (Division One)     | 9      | 42 | 22 | 6  | 14 | 103 | 75 | +28 | 72  | 5.     |
| 2017/18 | Northern Football League (Division One)     | 9      | 42 | 32 | 6  | 4  | 102 | 31 | +71 | 102 | 1.     |
| 2018/19 | Northern Premier League (Division One East) | 8      | 38 |    |    |    |     |    |     |     |        |